# Diagnostic and Statistical Manual of Mental Disorders

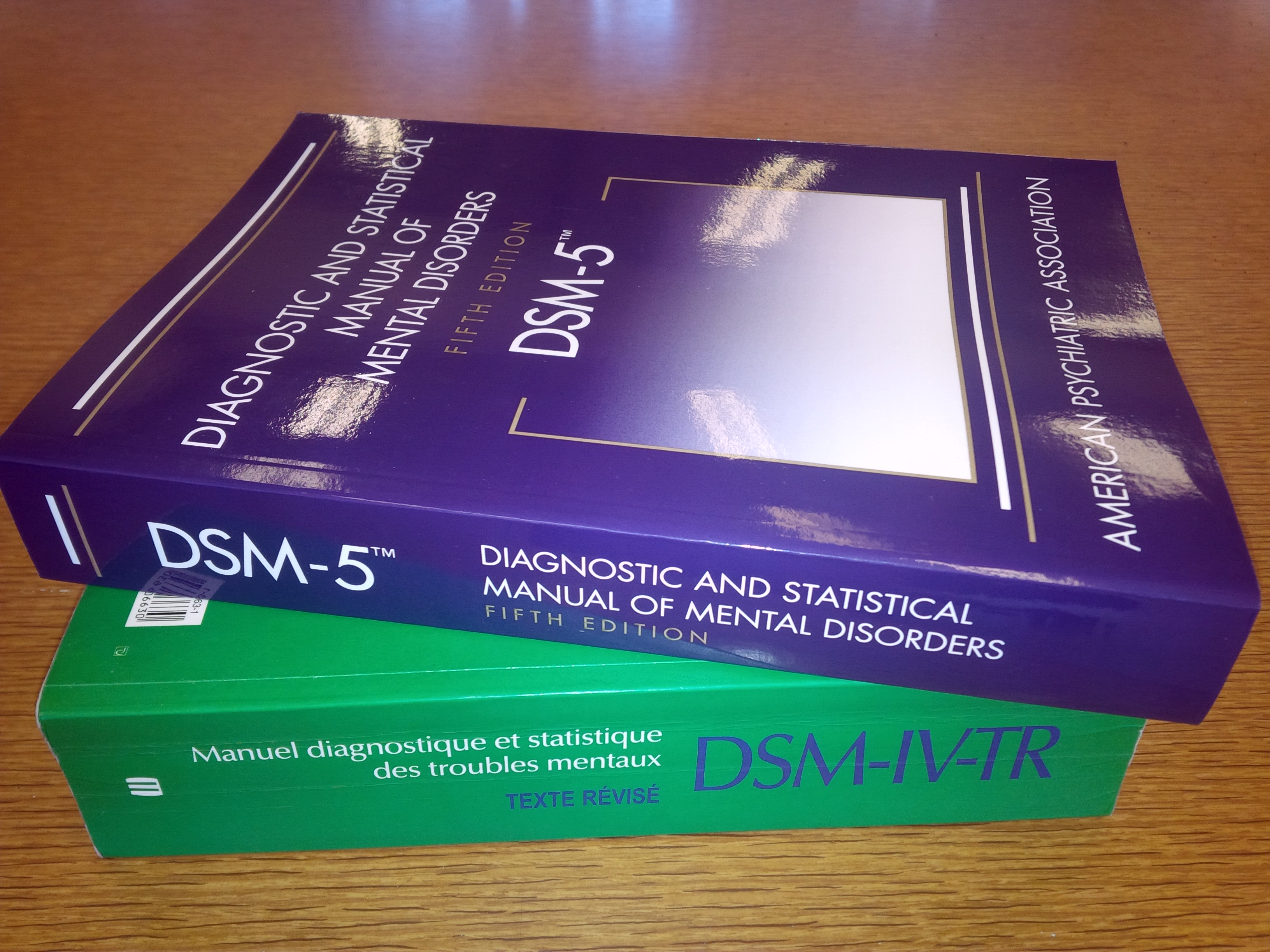
Diagnostic and Statistical Manual of Mental Disorders (DSM), Englisch und darunter Französisch

Das Diagnostic and Statistical Manual of Mental Disorders (DSM; englisch für „diagnostischer und statistischer Leitfaden psychischer Störungen“) ist ein Klassifikationssystem der Psychiatrie. Es spielt bei der Definition und Diagnostik von psychischen Erkrankungen eine zentrale Rolle.
Das DSM wird seit 1952 von der Amerikanischen psychiatrischen Gesellschaft (APA) in den USA herausgegeben. Heute ist das DSM international in der Forschung und in vielen Kliniken und Instituten gebräuchlich. Die aktuell gültige Text Revision der fünften Auflage (DSM-5-TR) wurde 2022 veröffentlicht. Auch in den USA ist jedoch auch die allgemeine Krankheiten umfassende ICD das offizielle  Klassifikationssystem für psychische Erkrankungen, welches für die Abrechnung mit den Krankenversicherungen benutzt wird.
Die DSM-Klassifikation wird von Experten erarbeitet, um psychiatrische Diagnosen reproduzierbar und statistisch verwertbar zu gestalten. Sie stellt eine einheitliche Sprache mit eindeutigem Vokabular bereit und dient als Benennungssystem für alle Forscher und Behandler. Vertretern einer psychoanalytischen, biologischen und verhaltenstherapeutischen Ausrichtung einigen sich so auf eine gemeinsame Beschreibung der verschiedenen Formen psychischen Krankseins – trotz Uneinigkeit über die Verursachung. Diese verbindende Fachsprache wird als großer Fortschritt gegenüber früheren Zeiten angesehen und hat nach allgemeiner Meinung zu verlässlicheren Diagnosen beigetragen.

## Grundsätzliches
Das Diagnostic and Statistical Manual of Mental Disorders ist ein auf folgenden Grundprinzipien aufbauendes Diagnosesystem. Es ist
- kategorial
- operationalisiert
- rein deskriptiv
- und atheoretisch

Psychische Erkrankungen werden darin also – der besseren Handhabung wegen – als Kategorien aufgefasst und nicht als Kontinuum mit fließenden Übergängen. Operationalisierung bedeutet, dass genaue, konkrete Kriterien existieren, die unbedingt zur Diagnose jeder Störung erfüllt sein müssen. Rein deskriptiv heißt, dass sich das DSM darauf beschränkt, die Symptomatik möglichst neutral zu beschreiben. Es ist auch weitgehend atheoretisch, da keine Spekulationen zu den Ursachen oder Behandlungsempfehlungen enthalten sind.
Laut DSM-5 ist eine psychische Störung „definiert als Syndrom, welches durch klinisch signifikante Störungen in den Kognitionen, in der Emotionsregulation und im Verhalten einer Person charakterisiert ist. Psychische Störungen sind typischerweise verbunden mit bedeutsamen Leiden oder Behinderung hinsichtlich sozialer oder berufs-/ausbildungsbezogener und anderer wichtiger Aktivitäten.“ Es wird jedoch darauf hingewiesen, dass normale Trauer und sozial abweichendes Verhalten (im politischen, sexuellen oder religiösen Sinne) keine psychische Störung darstellt.
Eine Diagnose soll möglichst nützlich für die praktische klinische Arbeit sein, indem sie eine Prognose ermöglicht und die Behandlungsart vorgibt. Es ist aber zu betonen, dass eine Diagnose nicht immer gleich Behandlungsbedarf bedeutet. Ob dieser besteht, hängt auch vom Leidensdruck des Patienten, der Tragweite der Symptome und Wirkung oder Nebenwirkungen der Behandlung ab.
Das DSM wird oft als „Bibel der Psychiatrie“ bezeichnet, ist aber viel eher ein Wörterbuch. Denn letztlich stellt es nur eine Sammlung von Symptommustern dar, für die jeweils eine Namensetikette und eine Definition festgelegt wurde. Die große Stärke des DSM liegt in seiner hohen Reliabilität, d. h., es stellt durch explizite Kriterien sicher, dass derselbe Patient möglichst überall dieselbe Diagnose bekommt. Seine Schwäche liegt jedoch in seiner geringen Validität, da die bisher im DSM vorhandenen Syndrome die tatsächliche klinische Realität nur sehr unzureichend abbilden. Die beschriebenen Symptomkomplexe (z. B. bei Depression) stellen lediglich vorläufige, hilfreiche Konstrukte für die klinische Praxis dar, sind aber noch keine Abgrenzungen im Sinne echter medizinischer Krankheiten („nosologische Entitäten“ als Ideal). Ebenfalls problematisch ist die rein symptombasierte Diagnostik, die keine objektiven Biomarker oder Labortests mit einbezieht. Auch die individuelle Lebenssituation oder der soziale Kontext der Symptome werden wenig berücksichtigt.

## Bezug zur ICD-10
Das DSM steht in Konkurrenz zu Kapitel V – Psychische und Verhaltensstörungen der ICD-10 (Internationale Klassifikation der Krankheiten). Die ICD wird jedoch von der WHO herausgegeben und ist international weit verbreitet. Das DSM dagegen ist ein Klassifikationssystem für die USA. Es muss daher nicht die zahlreichen Kompromisse und Ergänzungen der ICD-10 berücksichtigen und enthält teilweise genauere diagnostische Kriterien. Dadurch ist es für die Forschung besonders interessant. Die ICD-10 hingegen setzt ihren Schwerpunkt auf eine interkulturelle Perspektive und eine Anwendbarkeit auch in den Ländern des globalen Südens. Sie umfasst außerdem sämtliche medizinische Erkrankungen, ist also nicht wie das DSM nur auf psychische Störungen begrenzt.
Das DSM-5 berücksichtigt im Gegensatz zur ICD-10 geschlechtsspezifische Unterschiede. Es vergibt keine eigenen Klassifikationsschlüssel, sondern eine von der APA ausgewählte Teilmenge jener Nummern, welche im 1979–1997 gültigen ICD-9 zur Klassifikation psychiatrischer Krankheiten vorgesehen waren. Die ICD-10 hat andere Klassifikationsschlüssel, was den Vergleich erschwert; eine Umkodierung der Diagnosen ist jedoch oft möglich.

## Geschichte
1840 wurde in den Vereinigten Staaten bei einer Volkszählung eine Kategorie „Schwachsinn/Wahnsinn“ (idiocy/insanity) erhoben. Sie wurde vierzig Jahre später in einer Volkszählung auf sieben Kategorien ausgeweitet. Als nach dem Zweiten Weltkrieg viele Veteranen wegen psychischer Störungen behandelt werden mussten, entwickelten Armee und Veteranenverbände eine deutlich umfassendere Klassifikation. Dem folgte die Weltgesundheitsorganisation (WHO) in ihrer ICD-6 (siehe auch Entwicklung der psychiatrischen Klassifikation).
1952 übernahm die American Psychiatric Association die Ausarbeitung der Klassifikation und veröffentlichte die erste Ausgabe. Im DSM-I wichen die Klassifikationsschlüssel deutlich von der ICD-6 und später auch von der ICD-7 ab.
1968 erschien mit dem DSM-II die zweite Auflage. Sie hatte noch wenig Einfluss auf psychiatrische Lehre, Forschung und klinische Praxis. Als der bekannte Psychoanalytiker Irving Bieber gefragt wurde: „Hast du die schrecklichen Neuigkeiten gehört? Sie nehmen Homosexualität aus den zukünftigen Drucken von DSM-II heraus.“, antwortete er: „Was ist DSM-II?“
Erst 1980 im DSM-III wurden die von der WHO geforderten genauen Definitionen der psychischen Störungen berücksichtigt. Die dritte Ausgabe stellte damit gerade wegen dieser konkreten expliziten Kriterien eine Revolution in der bisherigen Klassifizierung dar. Weitere Neuerungen waren die multiaxiale Einteilung (siehe unten) und die weitgehende Loslösung von ursachen- und theoriebezogener Fachsprache. Das DSM-III galt daher als „Paradigmenwechsel“ und löste eine massive Zunahme an Forschungsbemühungen aus. Die erste weithin angenommene DSM-Version wurde jene, die unter Leitung von Robert L. Spitzer erstellt wurde. Später erschienen das DSM-III auch in anderen Sprachen; 1984 kam erstmals eine deutschsprachige Ausgabe heraus.
Schon 1987 erschien eine inhaltliche Überarbeitung dieser Auflage (DSM-III-R) und bereits 1994 folgte unter der Leitung von Allen Frances das DSM-IV. Die Textrevision der vierten Auflage (DSM-IV-TR) wurde 2000 veröffentlicht. Die deutsche Übersetzung davon kam dann 2003 heraus und dominierte über zehn Jahre die wissenschaftliche Diagnostik im deutschsprachigen Raum.
Im Mai 2013 erschien schließlich das DSM-5, an dem seit 1999 gearbeitet wurde. Ab 2000 zeichnete Darrel A. Regier als Forschungsdirektor des APA verantwortlich für die Koordination der Vorbereitungsarbeiten, seit 2004 gab es eine eigene Website. Seit 2006 gab es eine Task Force unter Leitung von David J. Kupfer, Darrel A. Regier fungierte als Stellvertreter. Seit 2007 trafen sich regelmäßig Arbeitsgruppen zu den verschiedenen diagnostischen Kategorien. Außerdem wurden die Forschungsergebnisse zahlreicher Konferenzen und Kongresse eingearbeitet.
Das revidierte DSM-5-TR erschien 2022.
| Version                     | Arbeitsbeginn | Englisch (USA) | Seiten | Diagnosen | Deutsch | Französisch |
| --------------------------- | ------------- | -------------- | ------ | --------- | ------- | ----------- |
| US-Volkszählung             |               | 1840           |        | 1         | –       | –           |
| US-Volkszählung             |               | 1880           |        | 7         | –       | –           |
| APA Committee on Statistics |               | 1917           |        | 59        | –       | –           |
| DSM-I                       |               | 1952           | 130    | 106       | –       | –           |
| DSM-II                      |               | 1968           | 134    | 182       | –       | –           |
| DSM-III                     | 1974          | 1980           | 494    | 265       | 1984    | 1983        |
| DSM-III-R (Revision)        |               | 1987           | 567    | 292       | 1989    | 1989        |
| DSM-IV                      | 1988          | 1994           | 886    | 297       | 1996    | 1997        |
| DSM-IV-TR (Text Revision)   |               | 2000           | 943    | 297       | 2003    | 2003        |
| DSM-5                       | 1999          | 2013           | 947    | 374       | 2015    | 2015        |
| DSM-5-TR (Text Revision)    | 2014          | 2022           | 1142   |           | 2025    | 2023        |

## Multiaxiale Einteilung
Im DSM-III und DSM-IV (also von 1980 bis 2013) wurden psychiatrische Diagnosen auf fünf so genannten Achsen vergeben. Ziel war die umfassende Beurteilung des Patienten im Sinne des biopsychosozialen Modells. Zu einer vollständigen Diagnose gehörte die Angabe des Zustandes auf jeder dieser fünf Achsen, wobei die Angabe auch „keine“ oder eine mehrfache sein konnte:
- Achse I: Klinische Störungen und andere klinisch relevante Probleme (Alle psychischen Störungen, Zustände und sonstigen Probleme; Beispiele: Schizophrenie, Störungen der Impulskontrolle etc.).
- Achse II: Persönlichkeitsstörungen (Beispiel: Borderline-Persönlichkeitsstörung) und geistige Behinderungen.
- Achse III: Medizinische Krankheitsfaktoren (Für die psychische Störung relevante körperliche Probleme).
- Achse IV: Psychosoziale und umgebungsbedingte Probleme (Beispiele: Wohnungsprobleme, Berufliche Probleme, Probleme im sozialen Umfeld)
- Achse V: Globale Beurteilung des Funktionsniveaus anhand der GAF-Skala.

Im 2013 veröffentlichten DSM-5 werden keine Achsen mehr verwendet.

## Kritik
Es wird kritisiert, dass das DSM symptomorientierte, reduktionistische Fehler aufweise. Außerdem wird moniert, dass die Autoren des DSM nicht unabhängig seien, weil sie finanziell von der Pharmaindustrie unterstützt würden. So stellte sich 2008 heraus, dass mehr als die Hälfte der Autoren zusätzliche Einkünfte von der Pharmaindustrie erhielten, z. B. Vergütungen für Vorträge oder Wirksamkeitsstudien. Dies könnte die Objektivität der Wissenschaftler bei der Definition psychiatrischer Erkrankungen getrübt haben. Aus diesem Grund wurden die Autoren des 2013 erschienenen DSM-5 dazu verpflichtet, zusätzliche Einkünfte von Seiten der Pharmaindustrie offenzulegen. Diese durften während der Erstellung des neuen DSM-5 nicht mehr als 10.000 US-Dollar pro Jahr betragen.
Ein weiterer Kritikpunkt ist, dass das Entscheidungsgremium der American Psychiatric Association aus einer Gruppe von 160 Personen bestehe, die lediglich durch ihren Aufstieg in den Gremien der Vereinigung legitimiert sei. Es fehlten Transparenz, wissenschaftliche Kontrolle und Kritik.
Verschiedene weitere Kritikpunkte sind:
- Zuverlässigkeit der Diagnose: Nach Henrik Walter könne die Erforschung psychischer Krankheiten nur dann Fortschritte machen, wenn die Diagnosen dieser Erkrankungen auch zuverlässig ausfielen. Thomas R. Insel, damaliger Leiter des National Institute of Mental Health, erklärte im Jahre 2013, dass das NIMH keine Forschungsarbeiten mehr unterstütze, wenn sie alleinig die Kriterien des DSM anwenden würden. Nach seiner Aussage gruppieren sich die Definitionen des DSM um klinische Symptome, und vernachlässigen andere, für die Diagnose nützliche Datenquellen wie das Erbgut, bildgebende Verfahren, physiologische Umstände und kognitive Leistungen.[18] Versuche zeigten, dass gerade eine häufige Erkrankung – die unipolare Depression (major depressive disorder, MDD) – nur mit einer Übereinstimmung von Kappa = 0.28 diagnostiziert wurde. Die am zuverlässigste diagnostizierte Krankheit war major neurocognitive disorder (Demenz), mit einem Kappa-Wert von 0.78.[19]
- Mangelnde Berücksichtigung der Ursachen: Das DSM fokussiere auf die Symptome psychischer Erkrankungen, und nicht auf die darunter liegenden Ursachen. Es ordne also die Krankheiten fast ausschließlich nach klinischen Mustern. So wurde das DSM mit einem Vogel-Bestimmungsbuch verglichen, welches für seinen Zweck zwar angemessen sei, aber auch nicht den Anspruch erhebe, die Vogelwelt nach ökologischen Gesichtspunkten zu ordnen.[20] Dieser Umstand erschwert allerdings die Erforschung der Ursachen von psychischen Erkrankungen, insbesondere wenn es um erbliche Faktoren geht. Von evolutionspsychologischer Seite wird kritisiert, dass das DSM gar nicht zwischen echten kognitiven Fehlleistungen und den Folgen von psychologischen Anpassungen unterscheide.
- Willkürliche Abgrenzungen: Dem DSM wird vorgeworfen, die Grenzen zwischen Diagnosen oder einer Diagnose und dem psychischen Normalzustand willkürlich zu setzen. So etwa müsse ein Patient eine bestimmte Anzahl Kriterien erfüllen, ohne Rücksicht auf das tatsächliche Ausmaß des Leidens. Auch nehme das Handbuch wenig Rücksicht darauf, ob es sich bei einer Beschwerde um einen krankhaften geistigen Prozess handle, oder um eine normale psychologische Reaktion auf ungünstige äußere Umstände (z. B. Trauer).[21] Ebenso könne die Anzahl der vom Patienten gezeigten Symptome von mehreren sozialen wie individuellen Faktoren beeinflusst sein, was zu falsch-negativen wie auch falsch-positiven Diagnosen führe.
- Fehlerhafte Berücksichtigung kultureller Umstände: Kritiker wie Carl Bell erklären, dass das DSM die kulturelle und ethnische Diversität der Menschen nicht genügend respektiere. Mit der Einführung der 4. Auflage wurden zwar kulturell bedingte Faktoren berücksichtigt, aber wie der Anthropologe und Psychiater Arthur Kleinman feststellt, jedoch nur bei psychischen Störungen bzw. Konzepten, die mit außer-amerikanischen bzw. außer-europäischen Kulturen verbunden sind. Inwiefern die europäisch-amerikanisch geprägte Kultur sich auf die Diagnose psychischer Erkrankungen auswirkt, werde vom Handbuch ignoriert.[22] Robert L. Spitzer kritisierte, dass der Einschluss kultureller Faktoren ausschließlich politisch und nicht wissenschaftlich motiviert gewesen sei, und dass psychiatrische Diagnosen in jedem Kulturkreis gleichermaßen gültig sein müssten. Die Mehrheit der Psychiater gehe davon aus, dass kulturelle Faktoren entweder irrelevant seien, oder dass die Kultur des Patienten nur spezifische Symptom-Präsentationen beeinflusse.[23]